# Wethoudersvereniging
De Wethoudersvereniging is een beroepsvereniging voor wethouders van Nederlandse gemeenten. Van de ongeveer 1400 wethouders zijn er ongeveer 1100 lid van de vereniging.

## Ontstaansgeschiedenis
De Wethoudersvereniging is in 2004 opgericht door Jacques Niederer (indertijd VVD-wethouder in Breda), Paul Depla (indertijd PvdA-wethouder in Nijmegen) en Wilbert Stolte (indertijd CDA-wethouder in Den Haag). Zij vormden het eerste bestuur van de vereniging. De reden om een vereniging in het leven te roepen was het referendum voor een gekozen burgemeesterschap. De wethouders wilden voorkomen dat dit een grote invloed op het wethouderschap zou hebben. Daarnaast speelde het in 2002 ingevoerde dualisme met betrekking tot het gemeentebestuur een rol.
Toen als gevolg van de “Nacht van Van Thijn” het plan voor de gekozen burgemeester sneuvelde, viel het belang voor een beroepsvereniging tijdelijk iets weg. In 2006 werd door het toenmalige bestuur benadrukt dat de professionalisering van het ambt nog steeds aan de orde was. Vooral omdat wethouders door het dualisme in mindere mate politiek bedreven, maar meer bestuurder werden. Dat vergde andere competenties voor wethouders. Om die reden werd de vereniging nieuw leven in geblazen en nam als gevolg het aantal leden toe. Het bestuur van de vereniging bestaat uit verschillende wethouders, verspreid over het land en de politieke partijen. Axel Boomgaars, GroenLinks wethouder te Hoorn is momenteel voorzitter.

## Doelstelling
De Wethoudersvereniging ziet het wethouderschap als een specifiek politiek-bestuurlijk vak dat verder kan worden geprofessionaliseerd. Vanuit deze gedachte behartigt de vereniging bij het rijk en ministeries de belangen van wethouders. Verder speelt de vereniging een rol in vertrouwelijke consultatie bij gemeentelijke bestuurscrises, agressie en geweld tegen wethouders, aan integriteit gerelateerde vragen en rechtspositionele vragen van wethouders. Daarnaast heeft de Wethoudersvereniging een professionaliseringsprogramma met intervisie, opleidingen, masterclasses en trainingen voor wethouders.
De vereniging vroeg onder meer aandacht voor mogelijke overbelasting van wethouders in 2013 en bedreiging van wethouders ten tijde van het asieldebat in 2015.

## Bureau
Het bureau van de Wethoudersvereniging is gehuisvest in het kantoorgebouw de Willemshof te Den Haag, waarin onder meer de Vereniging van Nederlandse Gemeenten, het Nederlands Genootschap van Burgemeesters en de Vereniging van Gemeentesecretarissen gevestigd zijn. Jeroen van Gool is directeur van het bureau van de Wethoudersvereniging.